# Rich Lee
Ne doit pas être confondu avec Lee Rich.
Pour les articles homonymes, voir Rich Lee (homonymie) et Lee.
Richard « Rich » Lee est réalisateur américain. Il a mis en scène de clips musicaux et de spots publicitaires. Il a également travaillé comme réalisateur de prévisualisations numériques pour de gros blockbusters comme Minority Report ou encore plusieurs films de la saga Pirates des Caraïbes. Il réalise ensuite son premier long métrage.

## Biographie
Rich Lee commence sa carrière professionnelle comme sculpteur dans plusieurs shows à Broadway. Il travaille ensuite sur les graphismes faits sur ordinateur et supervise des prévisualisations en 3D pour la préproduction de films à gros budget comme Pirates des Caraïbes : La Malédiction du Black Pearl, Alexandre, etc. Sur les recommandations de plusieurs réalisateurs, il se lance dans la réalisation et met en scène de nombreux clips musicaux et de spots publicitaires,.
Il réalise ensuite son premier long métrage, War of the Worlds, adaptation du roman du même nom de H. G. Wells, sous forme de film d'écran. Le film est diffusé sur Prime Video à l'été 2025.

## Filmographie
Sauf indication contraire, les informations mentionnées dans cette section peuvent être confirmées par les bases de données cinématographiques IMDb et Allociné,  présentes dans la section « Liens externes ».

### Réalisateur
Cinéma
- 2025 : War of the Worlds

Télévision
- 2016 : Limitless (série) - 1 épisode
- 2019 : The Society (série) - 1 épisode

Clips musicaux
| Titre                                                              | Année | Artiste(s)                  |
| ------------------------------------------------------------------ | ----- | --------------------------- |
| Just Like You                                                      | 2005  | Buckfast                    |
| Grown and Sexy                                                     | 2006  | Chamillionaire              |
| Don't Wait                                                         | 2006  | Dashboard Confessional      |
| All of the Above                                                   | 2006  | Big City Rock               |
| Clumsy                                                             | 2007  | Fergie                      |
| Good Enough\| Evanescence                                          | 2007  |                             |
| Lie to Me                                                          | 2007  | 12 Stones                   |
| She's Got You High                                                 | 2007  | Mumm-Ra                     |
| It's Over                                                          | 2008  | Jesse McCartney             |
| How Do You Sleep?                                                  | 2009  | Jesse McCartney             |
| I Will Not Bow                                                     | 2009  | Breaking Benjamin           |
| Chasing Pirates                                                    | 2009  | Norah Jones                 |
| Haven't Met You Yet                                                | 2009  | Michael Bublé               |
| Dollhouse"                                                         | 2009  | Priscilla Renea             |
| The Wind Blows                                                     | 2009  | The All-American Rejects    |
| I Wanna (version britannique)                                      | 2009  | The All-American Rejects    |
| Hush Hush                                                          | 2009  | The Pussycat Dolls          |
| Coming Home (featuring Skylar Grey)                                | 2010  | Diddy-Dirty Money           |
| The Time (Dirty Bit)                                               | 2010  | The Black Eyed Peas         |
| Beautiful Dangerous (featuring Fergie)                             | 2010  | Slash                       |
| Check It Out                                                       | 2010  | will.i.am & Nicki Minaj     |
| Hollywood                                                          | 2010  | Michael Bublé               |
| Touch                                                              | 2010  | Natasha Bedingfield         |
| Not Afraid                                                         | 2010  | Eminem                      |
| Imma Be / Rock That Body                                           | 2010  | The Black Eyed Peas         |
| Gettin' Over You (featuring Fergie & LMFAO)                        | 2010  | David Guetta & Chris Willis |
| Don't Hold Your Breath                                             | 2011  | Nicole Scherzinger          |
| 21st Century Girl                                                  | 2011  | Willow Smith                |
| Don't Wanna Go Home                                                | 2011  | Jason Derülo                |
| Lighters (featuring Bruno Mars)                                    | 2011  | Bad Meets Evil              |
| T.H.E. (The Hardest Ever) (featuring Jennifer Lopez & Mick Jagger) | 2011  | will.i.am                   |
| She's So Mean                                                      | 2012  | Matchbox Twenty             |
| My Life (featuring Eminem & Adam Levine)                           | 2012  | 50 Cent                     |
| Standing in the Dark (featuring Sean Paul)                         | 2013  | Waii                        |
| Love Somebody                                                      | 2013  | Maroon 5                    |
| Rap God                                                            | 2013  | Eminem                      |
| The Monster (featuring Rihanna)                                    | 2013  | Eminem                      |
| Love                                                               | 2017  | Lana Del Rey                |
| Houdini                                                            | 2024  | Eminem                      |

Spots publicitaires
Source : site officiel de Rich Lee
- Hyundai ix35 - The Road Less Traveled
- Monster Energy - Unleash the Beast
- Hansel et Gretel : Witch Hunters - vidéo markéting
- Beats By Dre - Colors
- Usher "Looking 4 Myself" présenté par Samsung
- Carl’s Jr. - Spider-Man Eats For Free
- Stand Up To Cancer - What are the Odds
- Carl’s Jr. - Sweet Costume
- Beats By Dre - Neon
- Special K Pop Chips - Theater
- Nissan Cube - Party
- Hotpoint Quadrio - Space Odyssey
- La Gazzetta dello Sport - News has a different color
- Fiat - The New Fiat 500
- ENI - Fuel Gas Electricity
- Subaru - Versatility
- Sony Ericsson - You in your pocket

### Réalisateur et/ou designer des prévisualisations
- 2002 : Minority Report de Steven Spielberg[2]
- 2002 : Sur le chemin de la guerre (Path to War) (téléfilm) de John Frankenheimer
- 2003 : Pirates des Caraïbes : La Malédiction du Black Pearl (Pirates of the Caribbean: The Curse of the Black Pearl) de Gore Verbinski
- 2003 : Les Larmes du Soleil (Tears of the Sun) d'Antoine Fuqua
- 2004 : Alexandre (Alexander) d'Oliver Stone
- 2004 : Les Désastreuses Aventures des orphelins Baudelaire (Lemony Snicket's A Series of Unfortunate Events) de Brad Silberling
- 2004 : Des étoiles plein les yeux (First Daughter) de Forest Whitaker
- 2005 : Constantine de Francis Lawrence
- 2006 : Pirates des Caraïbes : Le Secret du coffre maudit (Pirates of the Caribbean : Dead Man's Chest) de Gore Verbinski
- 2007 : Pirates des Caraïbes : Jusqu'au bout du monde (Pirates of the Caribbean: At World's End) de Gore Verbinski
- 2007 : Je suis une légende (I Am Legend) de Francis Lawrence
- 2007 : L'Incroyable Destin de Harold Crick (Stranger than Fiction) de Marc Forster